# Aleksandr Tropnikov
Aleksandr Anatolyevich Tropnikov (en russe : Александр Анатольевич Тропников) est un biathlète soviétique, russe puis kirghiz, né le 1er août 1965 à Cherepanovo dans l'oblast de Novossibirsk.

## Biographie
Aux Championnats du monde 1992, il est médaillé d'or avec l'Équipe Unifiée dans la course par équipes. Il porte ensuite les couleurs russes, gagnant un relais de Coupe du monde en 1994 à Canmore.
Sous les couleurs kirghizes qu'il représente depuis 1997, il obtient comme meilleur résultat individuel en Coupe du monde une 25e place lors de la saison 1997-1998.
Il participe aux Jeux olympiques d'hiver de 1998 et de 2002, réalisant sa meilleure performance en 1998 (36e du sprint).
Il travaille après sa carrière de biathlète pour un journal sportif à Novossibirsk.

## Palmarès

### Jeux olympiques
| Nat.   | Épreuve / Édition                              | Individuel | Sprint | Poursuite                        | Relais |
| Russie | Jeux olympiques d'hiver de 1998 Nagano         | 36e        | 65e    | Épreuve inexistante à cette date | -      |
| Russie | Jeux olympiques d'hiver de 2002 Salt Lake City | 73e        | 77e    | -                                | -      |

Légende :
- — : Non disputée par Tropnikov
- : pas d'épreuve

### Championnats du monde
- Mondiaux 1992 à Novossibirsk :
  -  Médaille d'or à la course par équipes avec la CEI

### Coupe du monde
- Meilleur classement général : 81e en 1998.
- 3 podiums en relais : 2 victoires et 1 troisième place[2].
- Meilleur résultat individuel : 25e.